# Ortscheit

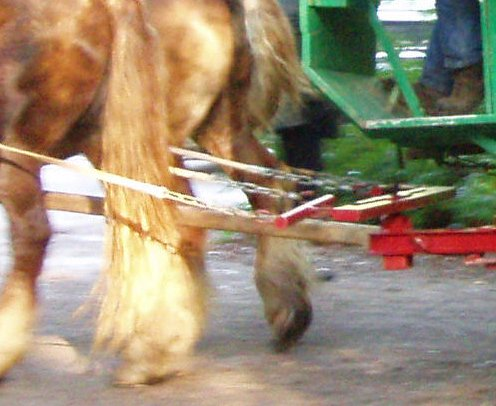
Das Ortscheit ist die kleine bewegliche Stange, an der die Stränge befestigt sind

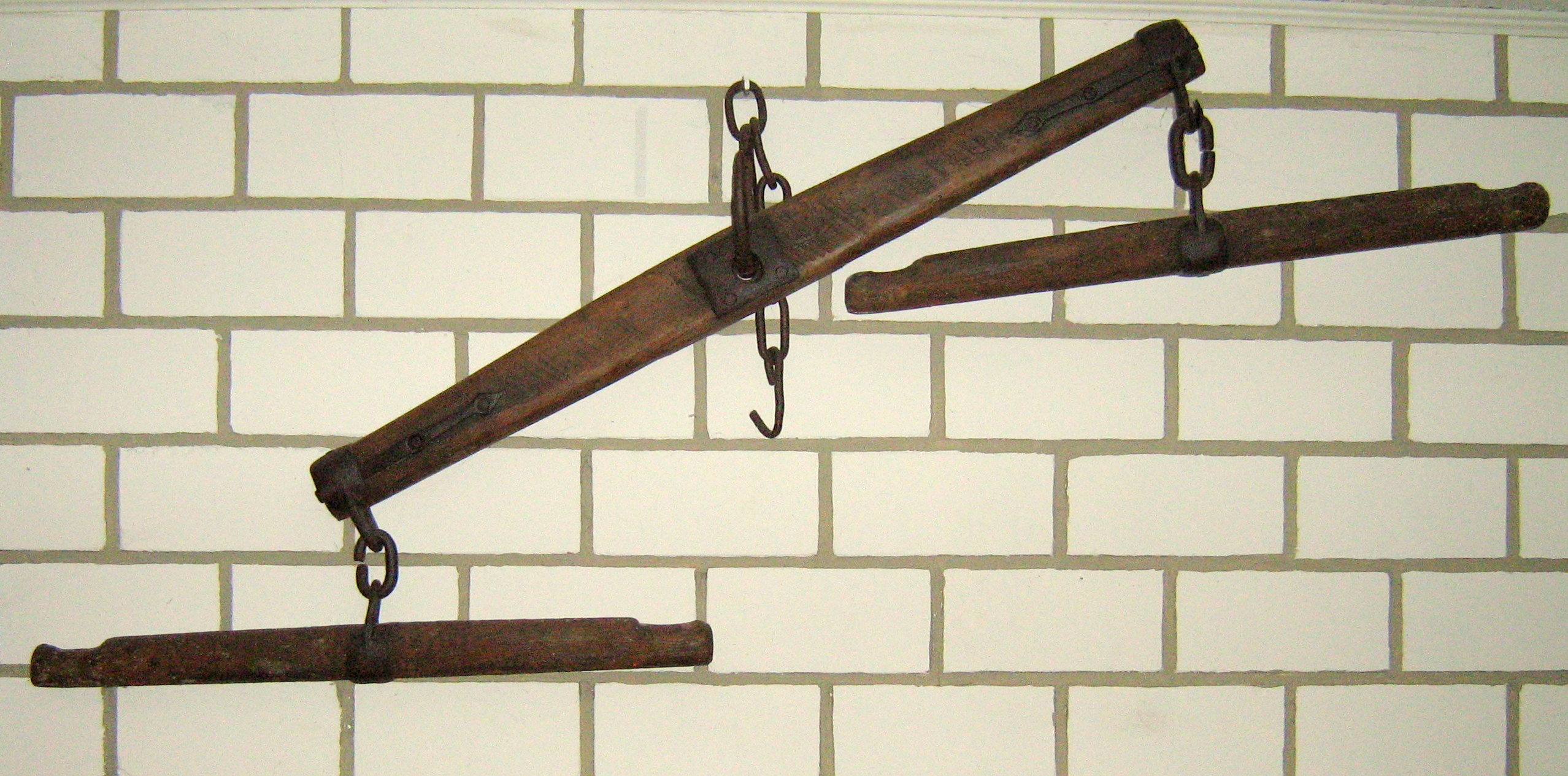
Ortscheit-Kombination „Waage“

Das Ortscheit, auch Zugbaum, Klippschwengel oder kurz Schwengel genannt, ist Teil eines Gespannes von Zugtieren. Es ist ein beweglicher Balken aus festem Holz oder Metall. Er dient als Verbindungsstück zwischen den Strängen, an denen die Zugtiere ziehen, und der Bracke oder einer Waage, die wiederum gemeinsam mit der Schere oder der Deichsel über den Lenkschemel oder direkt am Wagen befestigt ist.
Das Ortscheit verhindert bei einem Brustblattgeschirr durch seine Beweglichkeit, dass das Pferd sich die Schultern am Geschirr aufscheuert.

## Anspannungsarten mit Ortscheit
An Ortscheite kann auf unterschiedliche Weise angespannt werden. Insbesondere beim Zweispänner ergeben sich mehrere Möglichkeiten:
- Die Ortscheite sind an einer festen Bracke angebracht (oben rechts), die Zugleistung des jeweiligen Tieres wird direkt auf den Wagen übertragen. Diese Art der Anspannung wird überwiegend beim sportlichen Fahren verwendet.
- Die Ortscheite sind über eine Spielwaage mit dem Wagen verbunden (unten rechts), die dafür sorgt, das jedes der beiden Zugtiere seine volle Zugleistung auf den Wagen überträgt, unabhängig davon, ob beide mit gleichem Abstand zum Wagen gehen. Verwendet wurde die Anspannung mit Spielwaage fast ausschließlich im landwirtschaftlichen Einsatz.

Die Anspannung ohne Ortscheit an Docken und feste Bracke (unten links), die so auch für Einspänner verwendet wird, setzt die Verwendung eines Kumtgeschirrs voraus, bei den anders als beim Brustblattgeschirr, keine Gefahr des Wundscheuerns besteht. 